# Anton Hegarty
Anton Hegarty (Derry, 14 de diciembre de 1892-10 de agosto de 1944) fue un atleta británico, especialista en la prueba de campo a través por equipo en la que llegó a ser subcampeón olímpico en 1920.

## Carrera deportiva
En los JJ. OO. de Amberes 1920 ganó la medalla de plata en el campo a través por equipo, con una puntuación de 21 puntos, quedando en el podio tras Finlandia (oro) y por delante de Suecia (bronce), siendo sus compañeros de equipo: James Wilson y Alfred Nichols.